# Walter Pilling
Walter Pilling (ur. 18 sierpnia 1935 w Bradford, zm. 25 czerwca 1999 w Leeds) – brytyjski zapaśnik walczący w stylu wolnym. Dwukrotny olimpijczyk. Zajął szesnaste miejsce w Rzymie w 1960 i odpadł w eliminacjach w Tokio w 1964. Walczył w kategorii 57 kg. Srebrny medalista igrzysk Imperium Brytyjskiego i Wspólnoty Brytyjskiej w 1962 roku, gdzie reprezentował Anglię.
Siedmiokrotny mistrz kraju w latach: 1952, 1953 (54 kg), 1957, 1959, 1960, 1962 i 1964 (58 kg).
- Turniej w Rzymie w 1960

Przegrał z Muhammadem Siraj-Dinem z Pakistanu i Eduardo Campbellem z Panamy.
- Turniej w Tokio w 1964

Przegrał z Muhammadem Siraj-Dinem z Pakistanu i Yōjirō Uetake z Japonii.